# Ebala nitidissima
Ebala nitidissima is een slakkensoort uit de familie van de Murchisonellidae. De wetenschappelijke naam van de soort werd in 1803 voor het eerst geldig gepubliceerd door George Montagu.